# 湧別站

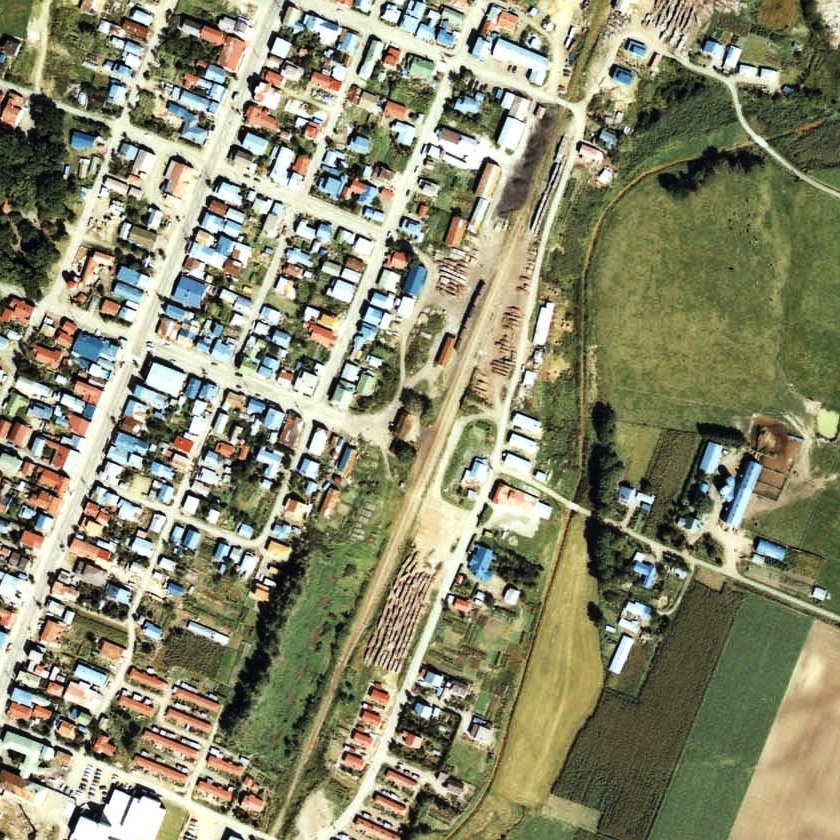
1977年的湧別站和方圓約500米範圍。下方是中湧別方向。當時設有1面1線的單式月台，車站後方設有2條副本線，車站大樓旁邊設有貨物月台和引込線。當時可看見1條副本線。周邊可看到放置許多木材，貨物月台有貨車停泊中。在1年後，結束處理貨物。站內設有路軌延伸至站外北邊的木工場。曾經另外設有路軌向東北方延伸至現在時的丸羽日郎北日本湧別事業所。

湧別站（日语：／ Yūbetsu eki */?）是位於北海道紋別郡湧別町榮町，北海道旅客鐵道（JR北海道）的名寄本線湧別支線車站（廢站）。隨著名寄本線廢線，車站在1989年（平成元年）5月1日廢除。

## 概要
此站是從中湧別站分支的湧別支線之終點站。在該區間並行的巴士路線班次中，每日設有10班，因此在末期，列車班次只有早上和黃昏共2往返班次。在國鐵時代，僅次於清水港線（每日1往返班次），成為第二少旅客列車班次的區間。但是即管如此，直至1986年11月1日國鐵時間表修正前，仍然設有站員當值，在廢除前，此站為簡易委託車站。

## 歷史
- 1916年（大正5年）11月21日 - 鐵道院湧別輕便線社名淵（後來為開成）至此站之間開通，下湧別站（日语：／）啟用。當時為一般車站。
- 1922年（大正11年）9月2日 - 線路名稱改為湧別線。
- 1930年（昭和5年）2月12日 - 湧別軌道（日语：湧別軌道）此站至丁寧之間開通。
- 1932年（昭和7年）10月1日 - 遠輕站至此站之間編入至名寄本線。
- 1939年（昭和14年）
  - 8月1日 - 湧別軌道的軌道運輸營業廢除得到許可。
  - 9月1日 - 湧別軌道廢除的消息於官報掲載（廢止公示）。
- 1949年（昭和24年）6月1日 - 日本國有鐵道成立，成為日本國有鐵道車站。
- 1954年（昭和29年）11月10日 - 車站改名為湧別站。
- 1978年（昭和53年）12月1日 - 結束處理貨物。
- 1984年（昭和59年）2月1日 - 結束處理行李。
- 1986年（昭和61年）11月1日 - 成為無人車站（簡易委託化）。
- 1987年（昭和62年）4月1日 - 伴隨國鐵分割民營化，車站由北海道旅客鐵道（JR北海道）營運。
- 1989年（平成元年）5月1日 - 名寄本線全線廢除，此站也廢除。

## 車站構造
截至車站廢除前，車站是一座地面車站，設有1面1線的單式月台。月台位於路軌西北方（湧別方向的列車會開啟左邊車門）。此站沒有轉轍器。曾經此站設有2條貨物用的側線。從車站大樓一方的路軌起，順序為1、2、3號線（截至1975年（昭和50年）3月的配線）。
此站是無人車站（簡易委託站），在有人車站時代還有車站大樓。大樓位於站內西北方，大樓與月台之間設有通道。車站啟用當初已經存在。大樓是一座民居模樣的木製建築物。旅客月台全長50米，貨物月台全長30米。

## 站名的由來
車站名稱取自所在地名。地名在阿伊努語源自「ユペ・オッ」，其意思是許多蝶鮫。另一說法是「イペ・オッ・イ」，其意思是魚獲豐富的地方。

## 使用狀況
- 在1981年度（昭和56年度），1日上下車人次為55人[2]。

## 車站周邊
- 北海道道656號湧別停車場佐呂間湖線（日语：北海道道656号湧別停車場サロマ湖線）
- 北海道道204號湧別上湧別線（日语：北海道道204号湧別上湧別線）
- 湧別町公所湧別綜合分所（舊・湧別町公所）
- 湧別郵局
- 湧別町運動公園
- 鄂霍次克海 - 從月台可望看海邊[4]。
- 佐呂間湖
- 湧別川
- 北海道北見巴士（日语：北海道北見バス）、北紋巴士（日语：北紋バス）、湧別町營巴士（日语：湧別町営バス）「湧別」巴士站 - 在北海道道204號上，設有候車室的巴士站。

## 現況
車站遺址建設了遠輕地區廣域組合消防署湧別出張所與湧別町文化中心細波。在消防署前的行人道上設置了「湧別站之跡」紀念碑。

## 相鄰車站
北海道旅客鐵道（JR北海道）
名寄本線（湧別支線）
四號線－湧別

## 注腳
1. ↑  1952年撮影航空写真（日語）（國土地理院 地圖、航空相片參閱服務）
2. 1 2 3  書籍《国鉄全線各駅停車1 北海道690駅》（小學館，1983年7月發行）212頁。
3. 1 2 3  書籍《廃線終着駅を訊ねる 国鉄・JR編》（著：三宅俊彥，JTB出版，2010年4月發行）40頁。
4. 1 2  書籍《終着駅 国鉄全132》（雄雞社，1980年10月發行）26-27頁。
5. 1 2  書籍《北海道の駅878ものがたり 駅名のルーツ探究》（監修：太田幸夫，富士Comtem，2004年2月發行）186頁。
6. ↑  書籍《鉄道廃線跡を歩くVIII》（JTB出版，2001年8月發行）36-37P
7. ↑  書籍《北海道の鉄道廃線跡》（著：本久公洋，北海道新聞社，2011年9月發行）128P

## 外部連結
- 北海道立圖書館北方資料數碼圖書館內 下湧別停車場的車站大樓遠景 （页面存档备份，存于）（日語）